# Saab EV-1
Der Saab EV-1 (Experiment Vehicle 1) oder auch Saab 900 Turbo EV-1 ist ein 2+2-sitziges Sportcoupé auf der Plattform des Saab 900 Turbo 16. Laut Gunnar Larsson, damals technischer Direktor bei Saab, vergingen von der Zeichnung bis zum fertigen Fahrzeug nur sechs Monate. Der Auftrag wurde dem Projektteam im Juni 1984 gegeben. Die Entwicklung war auch vom gerade fertiggestellten Saab 9000 beeinflusst.
Kurzzeitig wurde erwogen, eine Kleinserie von 1.000 Fahrzeugen zu bauen. Diese Idee wurde jedoch zu Gunsten des Saab 900 Cabrio verworfen.
Das fahrfähige Auto wurde im Mai 1985 auf der Los Angeles Auto Expo vorgestellt und auf verschiedenen Ausstellungen gezeigt. Heute ist das Fahrzeug fester Bestandteil der Ausstellung im Saab Car Museum in Trollhättan, wo es gemeinsam mit weiteren Concept Cars, wie dem Saab 9-X und dem Saab Aero-X ausgestellt wird. Im Gegensatz zu diesen Konzeptfahrzeugen ist der EV-1 vollständig fahrfähig.

## Karosserie

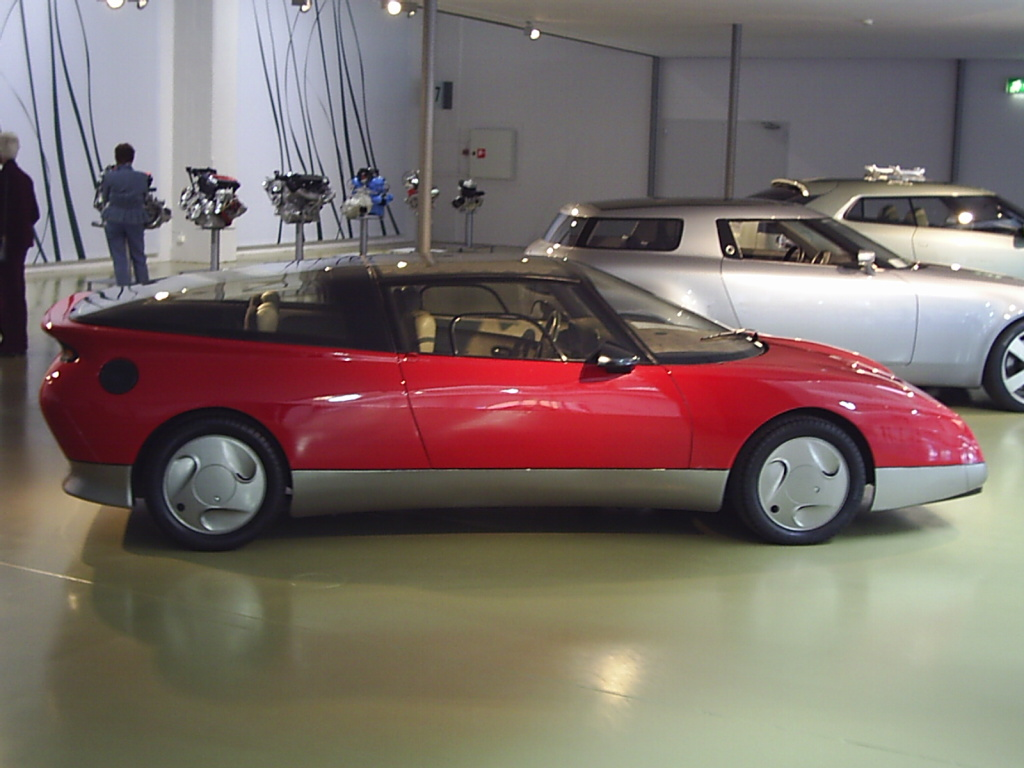
EV-1 im Saab-Museum

Die Stahlkarosserie des EV-1 wurde von Leif Mellberg nach dem Design von Björn Envall hergestellt. Die starke Keilform mit abgerundeter Heckpartie wurde für möglichst hohe Ausdrucksstärke, nicht für geringen Luftwiderstand (cw=0,32) entworfen. Der Auftrieb ist geringer als beim Saab 9000. Das voll verglaste Oberteil mit Targabügel ist besonders charakteristisch. Das Glasdach über den Vordersitzen kann abgenommen werden. Die transparente Heckklappe ist einteilig ausgeführt, so dass sie gleichzeitig die Heckscheibe bildet.
Die Funktion von Stoßfängern übernehmen vorn und hinten Schutzschilde aus aramidverstärktem Kunststoff. Die Schutzschilde können sich elastisch verformen und ihre ursprüngliche Form ohne Bildung von Rissen wieder einnehmen.
Der Kühlergrill zitiert die Form des Grills am Saab 900. Die flache Front mit vereinfachtem Kühlergrill findet sich am Saab 9000 CS ab Modelljahr 1992 wieder.
Zur Erfüllung harter amerikanischer Seitencrashanforderungen wurde in den Türen ein Flankenschutz aus mit Glas- und Kohlenstofffasern verstärktem Kunststoff eingebaut.
weitere Karosserieangaben:
| Spurweite vorn / hinten | 1440 mm / 1454 mm |
| Luftwiderstandsbeiwert  | cW=0,32           |
| Stirnfläche             | A=1,72 m2         |
| Luftwiderstand          | cWA=0,55          |
| Tankinhalt              | 65 Liter          |

## Beleuchtung
Der Saab EV-1 hat neuartige kompakte Ellipsoidscheinwerfer von Hella. Fern-, Abblend- und Standlicht haben dabei jeweils separate Lichtquellen. Trotz eines Lichtaustritts von nur 70 mm wurde die Lichtmenge im Vergleich zu konventionellen Scheinwerfern erhöht.

## Fahrwerk
Bodengruppe und Fahrwerk des EV-1 wurden vom dreitürigen Saab 900 Turbo übernommen. Die vordere Radaufhängung mit Doppelquerlenkern und die starre Hinterachse stammen vom 900 Turbo 16 S und wurden durch größere Spurweite, breitere Reifen verstärkte Stoßdämpfer und innenbelüftete Scheibenbremsen modifiziert.  
Die laufrichtungsgebundenen Ronal-Leichtmetallräder wurden außen bündig gestaltet, um den Luftfluss nicht zu stören. Innen leiten die Radscheiben durch drei Ventilationsöffnungen Kühlluft an die Bremsscheiben. Die Felgen der Dimension 6 J 15 tragen Reifen in der Ausführung 205/50 VR 15.
Bei den Pressefahrten im Februar 1985 waren Pirelli Cinturato P7 Reifen montiert.

## Motor
Der EV-1 hat einen weiterentwickelten 2-Liter-Turbomotor mit zwei obenliegenden Nockenwellen und 16 Ventilen. Im Vergleich zum Serienmotor wurden Ein- und Auslassventile vergrößert, ein größerer Turbolader, geschmiedete Kolben und verstärkte Pleuel verwendet sowie die Einspritzanlage geändert. Die Verdichtung wurde auf 7,2:1 gesenkt, um den maximalen Ladedruck auf 1,1 bar erhöhen zu können.
Motordaten
| Zylinder                  | 4 |
| Hubraum                   | 1985 cm3 |
| Leistung                  | 210 kW (285 PS) bei 6500/min |
| Drehmoment                | 335 Nm bei 3500/min |
| Verdichtung               | 7,2:1 |
| max. Ladedruck            | 1,1 bar |
|                           | wassergekühlter Vierzylindermotor mit fünffach gelagerter Kurbelwelle, zwei obenliegenden Nockenwellen, 16 Ventilen und hydraulischen Ventilstößeln; Bosch LH-Jetronic, Turbolader Garret TPL 1098, Ladeluftkühler, APC-System |
| errechnete Fahrleistungen | |
| 0 – 100 km/h              | 5,7 s |
| 0 – 150 km/h              | 10,7 s |
| 0 – 200 km/h              | 19,8 s |
| 0 – 400 m                 | 13,9 s |
| 0 – 1000 m                | 24,8 s |
| Höchstgeschwindigkeit     | 270 km/h |

## Innenausstattung und Klimatisierung
Der gesamte Innenraum ist mit Leder ausgekleidet. Die vier elektrisch verstellbaren Einzelsitze stammen aus der zeitgenössischen Corvette C4. Ursprünglich wurde graues Wasserbüffelleder verwendet. Im Laufe der Zeit hat es sich durch den Einfluss von Sonnenlicht grün verfärbt.
Alle vier Sitze sind mit einer Sitzheizung ausgerüstet. Die Vordersitze sind erstmals bei Saab mit integrierten Gurtstrammern versehen.
Das Cockpit wurde im Vergleich zum Saab 900 neu arrangiert, wobei vor allem eine mit Bedienelementen für Seitenscheiben, Lüftung und Kassettenspieler auffällt. Die Bedienelemente für die Außenspiegel sitzen in den Türpaneelen.
Die fast vollständige Verglasung des Oberteils erlaubt beinahe 360° Rundumsicht. Der entsprechenden Aufheizung bei Sonneneinstrahlung begegneten die Saab-Ingenieure mit einer Lüftung, die mit Strom aus Solarzellen im Targadach betrieben werden kann. Drei Paneele mit jeweils 22 Zellen liefern Strom für ein Gebläse, das im Luftauslasskanal des Kofferraumes sitzt. Das Gebläse arbeitet umso schneller, je mehr Sonne einstrahlt, und kann beim Parken weiterlaufen, ohne die Batterie zu leeren. Es können bis zu drei Kubikmeter Luft pro Minute abgesaugt werden, was dem Innenraum des EV-1 entspricht.

## Black-Panel-Instrument
Gemeinsam mit VDO wurde eine Black-Panel-Funktion für die Instrumente realisiert. Ist diese Funktion aktiviert, wird die Beleuchtung aller Anzeigen bis auf das Tachometer ausgeblendet, so dass lediglich die für den Fahrer relevante Information hervorgehoben wird: die Geschwindigkeit. Passiert etwas unerwartetes, werden die entsprechenden Instrumente beleuchtet und so deren Anzeige sichtbar. Diese Funktion entstammt dem Luftfahrtdenken der Saab-Ingenieure und wurde später als Black Panel im Saab 900 der zweiten Generation ab 1993 und als Night Panel ab 1999 im Saab 9-3 und 9-5 serienmäßig eingebaut.

## Trivia
Der Saab EV-1 war in Teil 2 der Filmtrilogie „Zurück in die Zukunft“ in Aufnahmen für das Jahr 2015 zu sehen.
Die bogenförmigen Nähte der Saab-Sitze wurden durch den Film „Schweine im Weltall“ inspiriert.
Die großen Glasscheiben kamen aus Finnland von einem auf Busfenster spezialisierten Hersteller.
Die Solarzellen im Dach des Wagens sind Attrappen, die echten Zellen waren noch unterwegs. Das Konzept wurde daher mit einem Modell von Gustaf Sperr, dem Verantwortlichen für Komfort und Inneneinrichtung, mit vier echten Solarzellen, die einen Ventilator antreiben, vorgeführt.
Sieht man im Saab 9-3 Turbo X den Enkel des Saab 900 Turbo 16, so kann der EV-1 als Großvater des Aero-X gelten. Während der EV-1 einen leistungsgesteigerten 2-Liter-Turbo-Vierzylindermotor aus dem 900 erhielt, wurde im Aero-X ein überarbeiteter 2,8-Liter-Turbo-Sechszylindermotor aus dem 9-3 eingebaut.